# АДМ1С
АДМ1С (автомотриса дизельная монтажная строительная) — монтажно-восстановительная автомотриса для служб энергоснабжения, самоходный двухосный экипаж с двигателем внутреннего сгорания, укомплектованный специальным технологическим оборудованием. Используется при выполнении строительно-монтажных и ремонтных работ, а также работ по текущему содержанию контактной сети. Оснащена буровой установкой для разработки котлованов под железнодорожные опоры контактной сети и краном-манипулятором для их установки, а также заземленной подъемно-выдвижной монтажной площадкой с телескопической вышкой.

## Назначение[1]
- выполнение монтажных, ремонтных, аварийно-восстановительных работ контактной сети на электрифицированных железных дорогах при отсутствии в контактной сети напряжения;
- монтаж и демонтаж опор контактной сети;
- бурение котлованов под установку железобетонных опор контактной сети;
- погрузочно-разгрузочные работы;
- транспортирование различных грузов на собственной платформе, а также на прицепных платформах;
- выполнение маневровых работ;
- питание электроэнергией потребителей в полевых условиях;
- перевозка бригад к месту работ.

## Технические характеристики[1]
| Скорость технологическая (тихий ход), км/ч                                | от 0 до 5 |
| Грузоподъемность max:                                                     |           |
| собственной платформы                                                     | 2,5       |
| рабочей площадки                                                          | 500       |
| телескопической вышки                                                     | 200       |
| Высота подъема от уровня верха головок рельсов, max, м:                   |           |
| рабочей площадки                                                          | 6,75      |
| телескопической вышки, м                                                  | 7,95      |
| Вылет от оси пути, м:                                                     |           |
| рабочей площадки                                                          | 3,53      |
| телескопической вышки                                                     | 5,4       |
| Оборудование буровое                                                      |           |
| диаметр отрываемого котлована (съемными бурами) min/max, м                | 0,4/0,8   |
| глубина отрываемого котлована от уровня верха головок рельсов не более, м | 4,5       |
| вылет бура от оси пути min/max, м                                         | 3,0/5,5   |
| Габаритные размеры изделия, мм:                                           |           |
| ширина                                                                    | 3320      |
| высота                                                                    | 5250      |
| база                                                                      | 7000      |
| Нагрузка прицепная на площадке max, кН                                    | 3000      |
| Пассажировместимость, чел.                                                | 11        |

Кран манипулятор
| Грузоподъемность с дополнительными опорами на min/max вылетах |           |
| ------------------------------------------------------------- | --------- |
| HIAB-225                                                      | 11,0/1,98 |
| PALFINGER                                                     | 8,2/2,73  |
| Высота подъема от уровня верха головок рельсов max, м         |           |
| HIAB-225                                                      | 12,5      |
| PALFINGER                                                     | 11,5      |
| Вылет от оси пути грузового крюка min/max, м                  |           |
| HIAB-225                                                      | 1,9/10,5  |
| PALFINGER                                                     | 2,7/8,1   |